# دیپلماسی دلار
دیپلماسی دلار (به انگلیسی: Dollar Diplomacy) به سیاست خارجی ایالات متحده آمریکا در خلال سال‌های ۱۹۱۰ تا ۱۹۲۰ اشاره دارد که در آن آمریکا با پرداخت کمک‌های مالی به کشورهایی که تازه استقلال یافته بودند به‌ویژه در منطقه آمریکای لاتین به کسب نفوذ سیاسی و اقتصادی مبادرت می‌کرد. این نظریه از سوی ویلیام هووارد تافت رئیس جمهور ایالات متحده آمریکا مطرح شد.